# De Plastik Bags
De Plastik Bags is een Antwerpse punkrockband, opgericht tijdens de zomer van 1977 door Gowie Meeusen en Gène Bervoets. Drummer Bo Spaenc, basgitarist Ben Bervoets en Karl Eriksson waren de drie andere originele leden van de groep. De groep schreef en zong nummers met absurde, surrealistische teksten in het Antwerpse dialect.
Optredens van de band liepen geregeld uit op vechtpartijen, niet zelden met fans van The Kids. De groep bracht één CD uit in eigen beheer, in een kleine oplage.
In 2018 traden de Plastik Bags op tijdens het openingsfestival van de expo "Naughty Kids - Punk in Antwerpen" georganiseerd door de Antwerpse Academie voor Schone Kunsten.

## Pamfletten

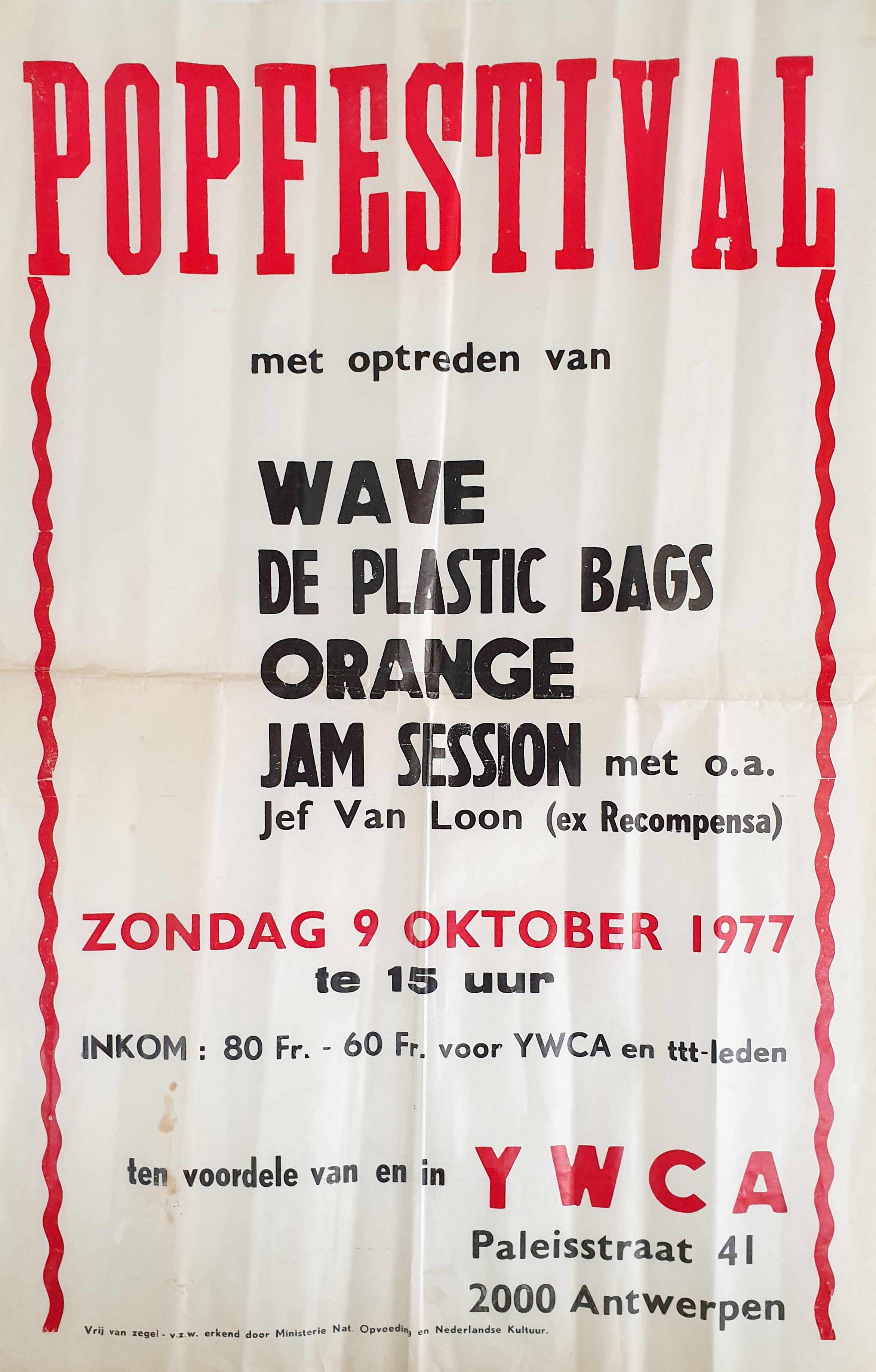
YWCA - Antwerpen - 09/10/1977
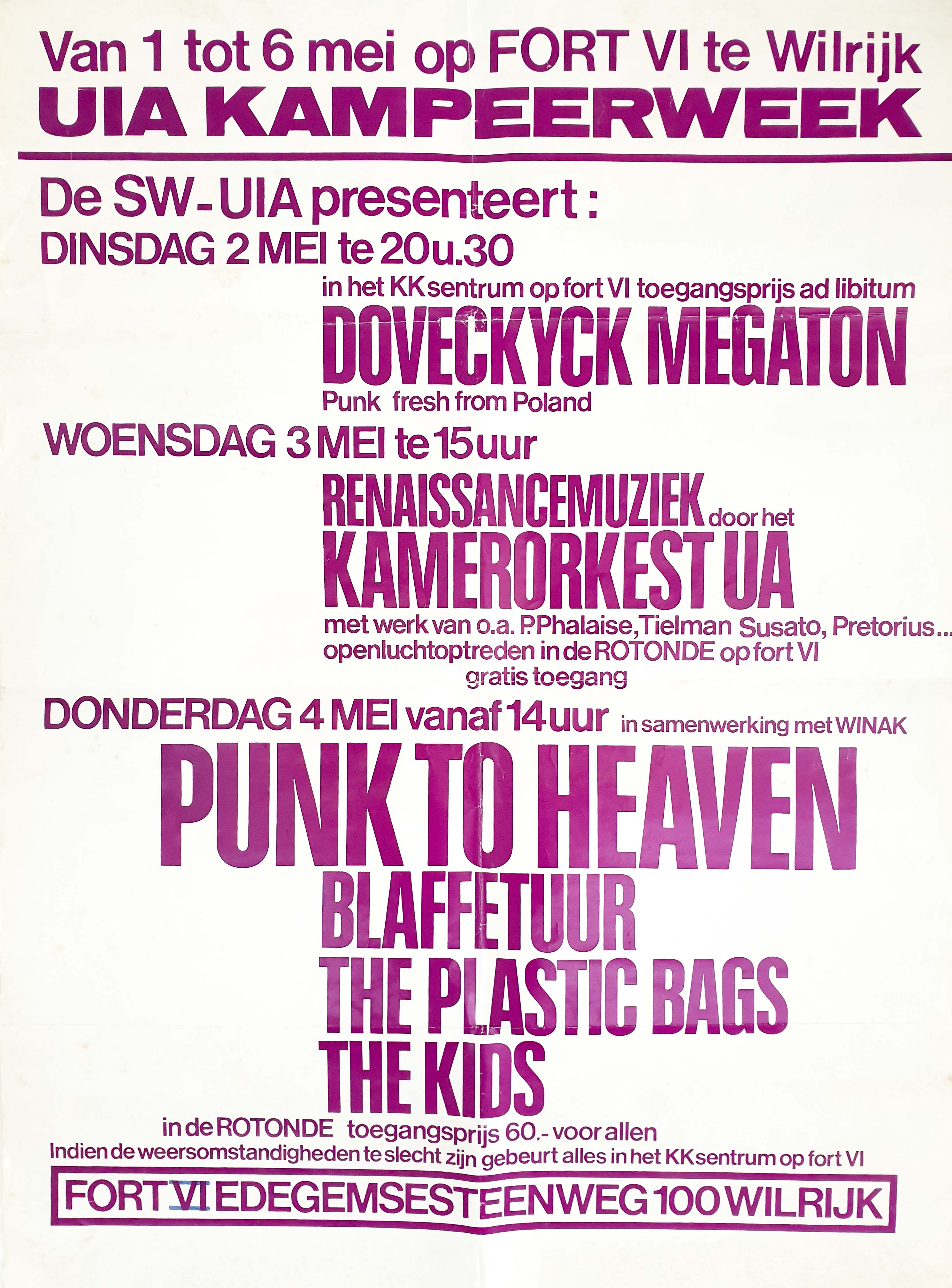
Fort VI - Wilrijk - 04/05/1978